# Borgoratto Alessandrino
Borgoratto Alessandrino (piemontesisch Burgurat) ist eine Gemeinde in der italienischen Provinz Alessandria (AL), Region Piemont.

## Lage und Einwohner
Die Gemeinde Borgoratto Alessandrino liegt etwa 10 km südwestlich von der Provinzhauptstadt Alessandria entfernt nahe der Bormida di Spigno, dem östlichen Quellfluss der Bormida. Borgoratto hat einen Bahnhof an der Bahnstrecke Alessandria-San Giuseppe di Cairo, an dem Regionalzüge halten. Das Gemeindegebiet umfasst eine Fläche von 6 km² und hat 548 (Stand 31. Dezember 2023) Einwohner.
Die Nachbargemeinden sind Carentino, Castellazzo Bormida, Frascaro und Oviglio.

## Geschichte

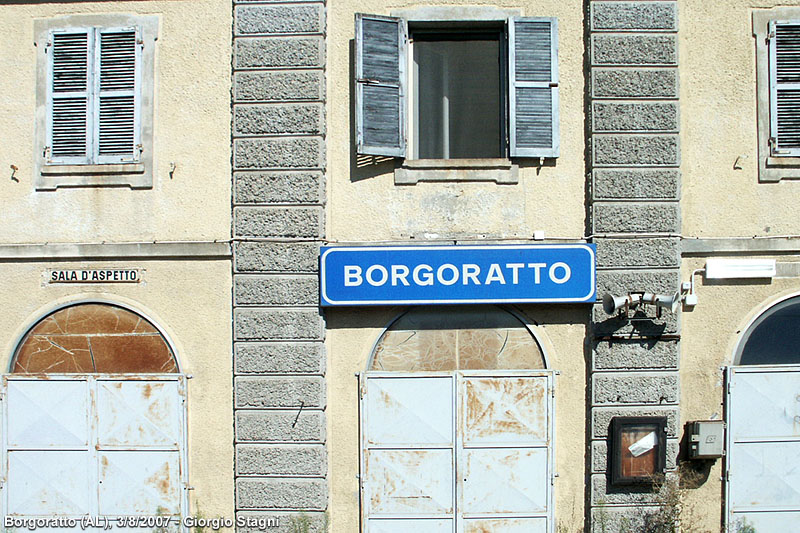
Der Bahnhof

Borgoratto führt seit 1863 den Zusatz Alessandrino. Sein Ursprung scheint bis in die Römerzeit zurückzugehen, wenn man die Erwähnung der Stadt Borderate in einem Werk von Plinius berücksichtigt. Die erste Erwähnung in offiziellen Dokumenten geht jedoch auf das Jahr 1222 zurück, als es im Besitz von Alessandria war und unter dessen Gerichtsbarkeit blieb, bis es als Lehen an verschiedene Herren verkauft wurde. Am 28. Mai 1438 übergab Filippo Maria Visconti, Herr dieser Länder, Simonino Ghilini – seinem Lieblingssekretär – das Lehen von Borgoratto zusammen mit dem von Gamalero. Nach dem Vertrag von Utrecht im Jahr 1713 ging Borgoratto vom Herzogtum Mailand in die Herrschaft des Hauses Savoyen über und folgte von da an deren Geschichte Savoyer Herrschaften.
Sein historisch-architektonisches Erbe ist nicht besonders reich. Zu den religiösen Gebäuden zählen die Pfarrkirche Mariä Himmelfahrt aus dem 12. Jahrhundert, die im Laufe der Jahre restauriert und im 20. Jahrhundert fast vollständig erneuert wurde, und der alte Carlo-Alberto-Kanal.
Borgoratto Alessandrino war die Wahlheimat des Malers Cino Bozzetti, der zusammen mit anderen Künstlern, darunter den sogenannten Pointillisten, starke künstlerische Inspirationen aus der herrlichen umliegenden Landschaft zog. Bozzetti starb 1949 in Borgoratto Alessandrino.

## Kulinarische Spezialitäten
Bei Borgoratto Alessandrino werden Reben der Sorte Barbera für den Barbera d’Asti, einen Rotwein mit DOCG Status angebaut.